# Sinh lý học con người
Sinh lý học con người là một khoa học nghiên cứu về các chức năng sinh học, lý học và hóa sinh học của người hay các cơ quan hoặc bộ phận của cơ thể người. Định hướng cơ bản của sinh lý học là ở mức các cơ quan hay các hệ thống trong cơ thể người. Phần lớn các khía cạnh của sinh lý học con người là tương đối gần gũi với các lĩnh vực tương ứng của sinh lý học động vật, vì thế các thực nghiệm trên động vật đã cung cấp nhiều nền tảng cho các kiến thức của ngành khoa học này. Sinh lý học con người là một trong những khoa học cơ bản để nghiên cứu y học, và vì thế nó được áp dụng trong thực tế như là chăm sóc y tế.
Nhiều thay đổi sinh lý học (chẳng hạn lượng glucose (đường) trong máu, nhiệt độ cơ thể, độ pH của máu v.v) cần phải duy trì ở một phạm vi thay đổi hẹp để đảm bảo có sức khỏe tốt. Một chủ đề quan trọng trong sinh lý học là sự điều bình (homeostasis), nó duy trì môi trường bên trong ổn định không phụ thuộc vào các thay đổi bên ngoài. Thực vậy, các chức năng cơ bản của nhiều bộ phận cơ thể là duy trì tình trạng điều bình. Ví dụ, hệ bài tiết giúp cho việc kiểm soát mức độ chứa nước trong cơ thể cũng như là độ pH của máu và hàng loạt các chất thải khác, hệ tuần hoàn đảm bảo cung cấp ổn định oxy và các chất dinh dưỡng tới các tế bào và loại bỏ các chất thải.
Theo truyền thống, các ngành học kinh điển của sinh lý học xem xét cơ thể như là một tập hợp của các hệ thống tương tác, mỗi một hệ thống có các tổ hợp của các chức năng và mục đích khác nhau.

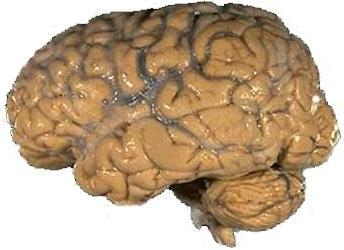
Não người

- Hệ thần kinh bao gồm hệ thần kinh trung ương (nó bao gồm não và tủy sống) và hệ thần kinh ngoại biên. Não là cơ quan của các quá trình ý thức, cảm xúc và cảm giác, và nó phục vụ như là đường truyền thông tin và kiểm soát các hệ thống và các chức năng khác. Việc nghiên cứu về hệ thần kinh được gọi chung là khoa học thần kinh; với định hướng vào nghiên cứu các loại bệnh tật, thì nó được gọi là thần kinh học. Một nhánh của y học dự báo, chữa trị và nghiên cứu các bệnh thuộc về thần kinh cũng như các trạng thái hành vi, được gọi là tâm thần học.

- Các giác quan đặc biệt bao gồm thị giác, thính giác, vị giác và khứu giác. Mắt, tai, lưỡi và mũi thu thập các thông tin về môi trường xung quanh cơ thể. Việc nghiên cứu về thị giác và mắt được gọi là mắt học, trong khi việc nghiên cứu về thính giác, vị giác và khứu giác được gọi là tai mũi họng học.

- Hệ vận động bao gồm bộ xương người (nó bao gồm cácxương, dây chằng, gân và sụn) và các cơ bám vào. Nó giữ cho cơ thể có cấu trúc cơ bản và khả năng chuyển động. Bổ sung thêm cho vai trò giữ cấu trúc của chúng thì các xương lớn trong cơ thể chứa tủy xương, là một hệ thống sản xuất các tế bào máu. Ngoaoài ra, tất cả các xương là kho chứa chính của calci và các muối phosphat. Việc nghiên cứu về xương được gọi là xương học; với định hướng về các rối loạn của xương gọi là chỉnh hình học.
- Hệ tuần hoàn bao gồm tim và các mạch máu (động mạch, tĩnh mạch, mao mạch) để chuyên chở máu. Tim là cơ quan tạo áp suất để luân chuyển máu, phục vụ việc chuyên chở oxy, các chất dinh dưỡng tạo năng lượng tới các tế bào, các tế bào miễn dịch, các chất thải và các phân tử thông tin (ví dụ hoóc môn) từ phần này tới phần khác của cơ thể. Việc nghiên cứu về hệ tuần hoàn được gọi là sinh lý học tim mạch; với định hướng về các bệnh tim mạch thì gọi là bệnh tim học.

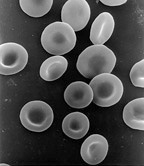
Tế bào hồng cầu

- Máu là một chất lỏng chứa các tế bào trong tuần hoàn, bao gồm một số chuyển động từ các mô tới mạch máu và ngược lại, cũng như tỳ và tủy xương. Các tế bào bao gồm hồng cầu chuyên chở oxy, bạch cầu làm trung gian trong các phản ứng của cơ thể đối với các bệnh nhiễm trùng và các vật thể lạ, tiểu huyết cầu với các protein huyết tương bổ sung có tác dụng làm kín miệng và làm lành vết thương. Nghiên cứu về máu gọi là huyết học.

Hệ tiêu hóa

- Hệ tiêu hóa bao gồm miệng, thực quản, dạ dày, ruột (ruột non và ruột già), trực tràng, cũng như là gan, lá lách, mật và tuyến nước bọt. Chúng chuyển hóa thức ăn thành các phân tử nhỏ, có giá trị dinh dưỡng và không độc hại và được phân phối nhờ hệ tuần hoàn tới các mô trong cơ thể, cũng như thải các chất không tiêu hóa được ra khỏi cơ thể. Nghiên cứu về hệ tiêu hóa được gọi là tiêu hóa học.

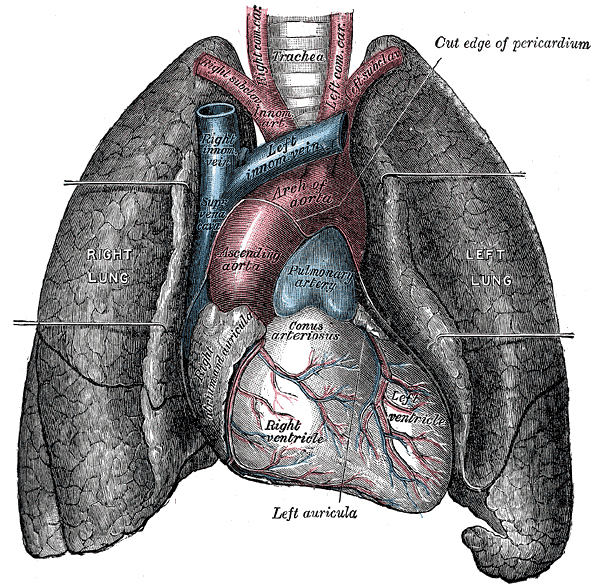
Quan hệ của tim và phổi (từ cuốn sách cổ Giải phẫu học Gray)

- Hệ hô hấp bao gồm mũi, họng, khí quản và phổi. Chúng mang oxy từ không khí vào cơ thể, thải cacbon dioxide (CO2) và nước ra ngoài không khí. Nghiên cứu về hệ thống này gọi là sinh lý học hô hấp. Khoa học nghiên cứu về bệnh lý của hệ thống này gọi là phổi học.
- Hệ bài tiết bao gồm thận, niệu quản, bàng quang và niệu đạo. Chúng lấy nước từ máu để sản xuất nước tiểu, là hỗn hợp của các phân tử bị thải ra cũng như các ion dư thừa và nước ra ngoài cơ thể. Nghiên cứu về chức năng của hệ bài tiết được gọi là thận học hay sinh lý học thận; với định hướng về các bệnh cấu trúc thì gọi là tiết niệu học.
- Hệ miễn dịch bao gồm bạch cầu, thymus, bướu bạch huyết và bạch huyết, chúng là một phần của hệ bạch huyết. Hệ miễn dịch cung cấp cơ chế cho cơ thể để phân biệt các tế bào và mô của chúng với các tế bào và các vi sinh vật lạ để trung hòa hay tiêu diệt những tế bào (vi sinh vật) lạ đó bằng các protein chuyên biệt chẳng hạn như bằng các kháng thể, phân bào và các thụ quan tương tự toll v.v. Nghiên cứu về hệ miễn dịch gọi là miễn dịch học.

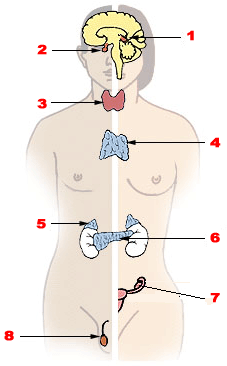
Hệ nội tiết

- Hệ nội tiết bao gồm các tuyến nội tiết cơ bản: the tuyến yên, tuyến giáp, tuyến thượng thận, tuyến tụy, tuyến cận giáp và tuyến sinh dục, nhưng gần như tất cả các cơ quan và mô đều sản xuất nội tiết đặc trưng riêng (hoóc môn). Các hoóc môn nội tiết phục vụ như là các tín hiệu từ một bộ phận của cơ thể tới bộ phận khác liên quan đến một mảng lớn các trạng thái và tạo ra một loạt các thay đổi trong chức năng. Nghiên cứu về hệ thống này gọi là nội tiết học.
- Hệ sinh dục bao gồm các tuyến sinh dục và các cơ quan sinh dục trong và ngoài. Cơ quan sinh dục sản xuất ra các giao tử trong mỗi giới, co chế để chúng tổ hợp với nhau và môi trường nuôi dưỡng trong chín tháng đầu tiên của sự phát triển của thai nhi. Nghiên cứu về chức năng vật lý của hệ thống này được gọi là sinh lý học sinh sản; khi nghiên cứu về các rối loạn trong cơ quan sinh sản gọi là phụ khoa hay andrology?? (bệnh đường sinh dục của nam giới). Nghiên cứu về khía cạnh hành vi tình dục thì gọi là tình dục học và khi nghiên cứu về sự phát triển của thai nhi thì gọi là phôi thai học.

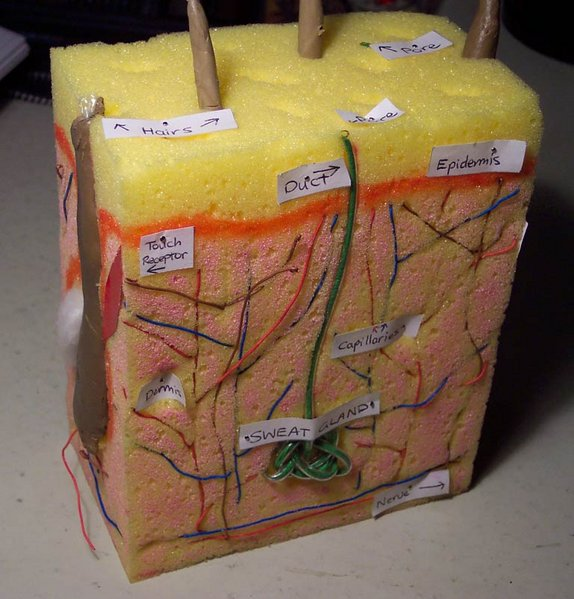
Mô hình các lớp da người

- Hệ vỏ bọc hay hệ bì (từ nguyên - Latinh integumentum) là một hệ cơ quan bảo vệ cơ thể chống lại nguy hiểm, bao gồm da cùng các phần phụ của nó (gồm tóc, vảy, lông và móng). Hệ vỏ bọc có những chức năng đa dạng; nó chống thấm nước, đệm và bảo vệ những mô bên trong, bài tiết chất thải, ổn định thân nhiệt và là nơi gắn những giác quan để cảm giác sự đau đớn, áp lực và nhiệt độ. Hệ vỏ bọc của con người còn có thể cung cấp vitamin D. Hệ vỏ bọc là hệ cơ quan lớn nhất của cơ thể. Các bệnh tật thường gặp là: mụn, bạch tạng, ung thư da, cháy nắng...
- Các mô mỡ chứa một số dạng của chất béo trong cơ thể, nằm dưới da và bao vây xung quanh các nội quan. Nó là nguồn dự trữ năng lượng cũng như là lớp cách ly chủ yếu, và nó cung cấp thông tin về tình trạng dinh dưỡng cho các hệ thống khác. Nghiên cứu về các chức năng của hệ thống này là rất mới và vì thế vẫn chưa có tên gọi được sử dụng một cách rộng rãi cho ngành học này.

Sự phân chia truyền thống theo các hệ cơ quan mang nhiều tính tùy hứng. Rất nhiều bộ phận trong cơ thể người tham gia vào nhiều hệ thống cơ quan khác nhau và các hệ thống có thể được tổ chức theo chức năng, theo nguồn gốc phôi thai hay theo các tiêu chí khác. Ngoài ra, nhiều khía cạnh của sinh lý học không thể dễ dàng đưa vào theo phân loại của sinh lý học truyền thống.
Nghiên cứu về sự thay đổi của sinh lý theo bệnh tật gọi là (bệnh lý học).